# Гіхуело
Гіхуело (ісп. Guijuelo) — муніципалітет в Іспанії, у складі автономної спільноти Кастилія-і-Леон, у провінції Саламанка. Населення — 6046 осіб (2010).
Муніципалітет розташований на відстані близько 170 км на захід від Мадрида, 45 км на південь від Саламанки.
На території муніципалітету розташовані такі населені пункти: (дані про населення за 2010 рік)
- Кабесуела-де-Сальватьєрра: 62 особи
- Кампільйо-де-Сальватьєрра: 330 осіб
- Гіхуело: 5575 осіб
- Паласіос-де-Сальватьєрра: 79 осіб

## Демографія
Динаміка населення (INE ):